# Петрово (округ Рожнява)
Петрово (словац. Petrovo) — село в окрузі Рожнява Кошицького краю Словаччини, історична область Гемера. Площа села 3,97 км². Станом на 31 грудня 2016 року в селі проживало 110 жителів.

## Історія
Перші згадки про село датуються 1320 роком.

## Населення
| Рік:            | 1994. | 2004.   | 2014.   | 2024.    |
| --------------- | ----- | ------- | ------- | -------- |
| Кількість осіб: | 113   | 107     | 113     | 95       |
| Різниця:        |       | -5,30 % | +5,60 % | -15,92 % |

| Рік:            | 2023. | 2024.   |
| --------------- | ----- | ------- |
| Кількість осіб: | 98    | 95      |
| Різниця:        |       | -3,06 % |